# Jayson Tchicamboud
Jayson Tchicamboud (Beaune, 28 gennaio 2002) è un cestista francese.

## Biografia
È il figlio dell'allenatore ed ex cestista Steed Tchicamboud.